# Eduard Hendrik Mulder
Eduard Hendrik Mulder (Apeldoorn, 30 oktober 1918 – aldaar, 23 juli 1990) was een Nederlands politicus van de CHU.
Na de middelbare school was hij eerst enkele jaren werkzaam in het bedrijfsleven. In 1939 ging hij werken bij de gemeentesecretarie van Apeldoorn waar hij het bracht tot afdelingschef. In augustus 1945 maakte hij de overstap naar het ministerie van Binnenlandse Zaken en daar hield hij zich als adjunct-inspecteur bezig met de controle op de gemeentelijke bevolkingsregisters. Eind 1949 trad hij in dienst bij de gemeente Zierikzee waar hij op 1 januari 1953 G. Grolleman, later burgemeester van Assen, opvolgde als gemeentesecretaris. Een maand later zou ook Zierikzee te maken krijgen met de Watersnoodramp van 1953. In augustus 1957 werd Mulder benoemd tot burgemeester van Nieuwleusen. Op eigen verzoek werd hem in december 1979 ontslag verleend en midden 1990 overleed hij op 71-jarige leeftijd. In Nieuwleusen is naar hem de 'Burgemeester Mulderlaan' vernoemd.